# Milim
Milim (hebrejski: מילים; hrvatski: Riječi) je pjesma Harela Skaata iz 2010. godine s kojom se Izrael predstavio na Eurosongu 2010. godine u Oslu. Tekst pjesme napisao je Noam Horev, a glazbu Tomer Hadadi.
Dana 25. prosinca 2009. godine objavljeno je kako će, nakon internog izbora izraelske televizije, mladi pjevač Harel Skaat predstavljati svoju zemlju na Eurosongu. No, izbor pjesme ipak nije bio interni. Na godišnjem izraelskom natjecanju Kdam Eurovision, Skaat je dobio 4 pjesme koje je izveo u finalu. To su pjesme Le'an? (Daleko), Ela'yih (Prema tebi), Le'hitkarev (Bliže) i Milim (Riječi). Ustrojen je žiri i podijeljen u 5 skupina. Žiri je, nakon poslušane sve četiri pjesme, davao bodove 0, 8, 10 i 12 osivno o njihovoj procjeni kvalitete pjesme. Finale je održano 15. ožujka 2010.
Nakon glasovanja žirija, pjesma Milim je uvjerljivo odnijela pobjedu dobivši 12 bodova od svih 5 žirija, ostavivši iza sebe pjesmu Le'an? sa 88 bodova. U izboru je sudjelovala i publika koja je preko telefonskog glasovanja birala svog favorita. Pjesma Milim je i preko glasova pobjede odnijela uvjerljivo pobjedu, te s ukupnih 240 bodova postala pjesma koju će Skaat izvoditi na Eurosongu u Oslu. Izrael će nastupiti 3. u drugom polufinalu, nakon Armenije i prije Danske.
Dana 27. travnja 2010. izdana je konačna verzija pjesme snimana u suradnji s filharmonijskim orkestrom, a nedugo nakon toga najavljena je i francuska verzija pjesme. 
Nakon polufinalnog nastupa, Izrael je izborio nastup u finalu gdje nastupa kao 24., odnosno pretposljednja, pjesma večeri. Prije Izraela nastupa Portugal, a nakon njega Danska. U polufinalu je sa 71 bodom izborio 8. mjesto, dok je nakon finalnog nastupa, s istim brojem bodova, završio na 14. mjestu.
No, Harel je s ovom pjesmom uspio osvojiti Nagradu Marcel Bezençon i to u sve tri kategorije (umjetnička nagrada, nagrada za skladatelja, nagrada novinara), što je prvi puta u povijesti otkada se ta nagrada dodjeljuje.